# Abitureiras
Abitureiras ist eine Ortschaft und Gemeinde in Portugal.

## Geschichte
Die Ursprünge von Abitureiras liegen im Dunkeln, im 14. Jahrhundert bestand die Gemeinde Abitureiras bereits.
1922 wurde Moçarria aus der Gemeinde Abitureiras ausgegliedert.

## Verwaltung
Abitureiras ist Sitz einer gleichnamigen Gemeinde (Freguesia) im Kreis (Concelho) von Santarém im Distrikt Santarém. In ihr leben 888 Einwohner (Stand 19. April 2021).
Folgende Ortschaften liegen in der Gemeinde:
| - Abitureiras - Albergaria - Casais da Aroeira - Casais do Açude - Casal Carvalhal - Casal da Azinheira - Casal do Brejo - Casal de São Vasco - Casal do Balau | - Casal Val Coito - Fontaínhas - Joaninho - Lamarosa - Monte Vidigão - Póvoa do Conde - Póvoa dos Três - Quinta da Rebaldeira - Quinta da Torre | - Quinta dos Soidos - Souriço - Vidigão Nascente - Vidigão Poente - Póvoa de Leiria - Vale da Azinheira - Casais Porto de Oliveira |